# Còlit cua-roig
El còlit cua-roig, també anomenat còlit d'Afgània (Oenanthe chrysopygia) és una espècie d'ocell de la família dels muscicàpids (Muscicapidae) que habita zones pedregoses amb arbusts, criant al nord de l'Iran i Afganistan i viatjant en hivern cap al sud, fins al sud d'Iraq, de l'Iran i del Pakistan, i la Península Aràbiga. El seu estat de conservació es considera de risc mínim.